# Ченстоховская панорама
Ченстоховская панорама — существовавший в Ченстохове (Польша) в 1896—1935 годах павильон для демонстрации панорам.

## История
В 1895 году Петроковское губернское правление получило и рассмотрело положительно проект постройки «фахверкого временного холодного здания для панорамы». Сооружение в виде правильной двенадцатигранной ротонды строилось с конца февраля по июнь 1896 и расположилось на аллее Пресвятой Девы Марии недалеко от монастыря Ясная Гора. Ротонда была построена из камня и дерева под руководством Казимира Малинского. Здание, не считая входного портала, было лишено архитектурной отделки. Вход представлял собой прямоугольный вестибюль, перед которым был обширный круглый двор с ровным подъездом и газоном посередине. Презентабельный, пятипролётный фасад вестибюля, оформленный в стиле необарокко (согласно с основным стилем Ясногорского монастыря), разделялся рустованными пилястрами, завершавшимися антаблементами с вазонами и пинаклями, а также треугольным фронтоном.
Торжественное открытие ротонды состоялось 22 июля 1896 года и привлекло многих паломников, посещавших Ясногорский монастырь. К 1898 году панораму «Голгофа» отправили для показа в другие города (сохранились сведения о её показе в киевской панораме), заменив панорамами с другими сюжетами.
В 1907—1935 годах здание использовалось для кинозала кинотеатра «Панорама». В дополнение к показам фильмов, незадолго до Первой мировой войны в ротонде организовывались боксерские бои, а в 20-х годах там показывались цирковые представления, проводились съезды, чтения и академии.
Ротонда была снесена в 1935 году из-за ветхого состояния.

## Демонстрировавшиеся панорамы
Сохранились упоминания о двух выставлявшихся в разное время панорамах:
- «Панорама распятия Господа Христа», более известная как «Голгофа», инвестором была заказана у художника Станислава Радзиевского. Поскольку Ченстохова является крупнейшим религиозно-паломническим центром Польши, выбор сюжета был очевиден.
- Панорама «осада Ченстоховы шведами» Юзефа Рышкевича.